# Aplicación del derecho de la Unión Europea
La aplicación del derecho de la Unión Europea consiste en la realización concreta y el uso del conjunto de facultades que en derecho corresponden a las instituciones de la Unión y/o a sus Estados miembros ordenadas a promover y garantizar la plena eficacia material, y en su caso de complemento formal, de las normas jurídicas (leyes) emanadas del poder legislativo, esto es, del Parlamento Europeo y del Consejo.
La legislación emanada del poder comunitario obliga, con efectos distintos según el tipo de norma, tanto a autoridades como a particulares. La supervisión y garantía del derecho de la Unión están encomendadas a diversas autoridades pertenecientes a los distintos niveles de gobierno que operan en la Unión (el comunitario y los internos, nacional y local). Estas autoridades, que con frecuencia varían en su denominación y en su regulación específica pues se incardinan en las distintas estructuras jurídico-políticas nacionales, garantizan el cumplimiento del derecho comunitario de acuerdo con sus propias competencias en su calidad de poderes públicos, sea cual sea el nivel de gobernanza en que se ubiquen. En lógica consecuencia, estas instituciones operan sus funciones en los límites y de acuerdo con los mecanismos de alguna las ramas ejecutiva o la judicial que tradicionalmente conforman el ejercicio del poder. La legislativa obviamente no participa de la aplicación de las leyes propiamente dicha, sino que las crea y, en su caso, prevé los mecanismos de sanción que habrán de aplicarse posteriormente en los brazos ejecutivo-administrativo y judicial. 
En esto, la aplicación del derecho comunitario no se distingue de la aplicación de los distintos derechos nacionales internos (en los que de hecho también se integra), pues discurre por los mismos o muy parecidos cauces y evita en lo posible la duplicidad orgánica y funcional.

## Aplicación ejecutiva
De conformidad con la estructura política y jurídica de la Unión Europea y con las de sus distintos Estados miembros, a los que implica en la ejecución del derecho de la Unión, en la aplicación del derecho de la Unión en el plano ejecutivo o administrativo intervendrán los órganos comunitarios que dispongan de competencias en este ámbito (fundamentalmente la Comisión), pero también las instancias internas, nacionales y locales, que de acuerdo con el ordenamiento político y competencial de los Estados miembros estén de ordinario implicados en la aplicación ejecutiva (y administrativa) del derecho interno. 
Dado que se trata aquí del ejercicio de funciones netamente encuadradas en el marco del poder ejecutivo clásico (con las limitaciones que impone dicha imagen doctrinal al complejo ordenamiento político-jurídico de la Unión Europea), los órganos encargados de ejercer dichas funciones serán la Comisión, en el ámbito o nivel comunitario, y los distintos gobiernos nacionales, asistidos por sus administraciones nacionales.

### Articulación funcional del poder ejecutivo
Este poder o facultad ejecutiva se estructura y se manifiesta en una doble función, a saber:
- la de activar, por una parte, los mecanismos jurídicos y administrativos necesarios para que una norma jurídica europea de rango legal surta toda su eficacia y despliegue todos sus efectos formales, y
- la de garantizar asimismo, por medio de una supervisión permanente y, en su caso, recurriendo a la imposición de medidas coercitivas o a la intervención de las instancias judiciales competentes, el adecuado impulso institucional para la correcta activación de los antedichos mecanismos en todos sus niveles y el normal y efectivo despliegue del derecho europeo.

### Articulación jurídica o instrumental

#### Actos no legislativos
Se trata de una extensión del procedimiento antedicho a normas jurídicas que no alcanzan el rango legislativo: son los llamados Actos no legislativos, que si bien son de naturaleza jurídica y eficacia vinculante incuestionables, no contienen una regulación materia o formal de entidad suficiente para ser considerados legales o legislativos (leyes europeas), sino más bien ejecutivos o reglamentarios; o bien se producen en casos concretos o políticas para los que los Tratados no han previsto o atribuido poder legislativo a la Unión, pero sí contemplan estas otras fórmulas jurídicas. Por todas estas razones, pueden corresponder a Instituciones y organismos distintos al Parlamento Europeo y al Consejo, y las resoluciones ejecutivas que a estos últimos atribuyen los Tratados deben a su vez delegarse en aquellas, principalmente en la Comisión, como Institución poseedora de la potestad ejecutiva, pero también en ocasiones del Consejo. Las normas que de este método decisorio emanan adoptan una terminología que, dadas ciertas analogías, resulta en ocasiones confusa, si bien se ha clarificado notablemente desde la entrada en vigor del Tratado de Lisboa.

##### Actos delegados
Cuando el Parlamento Europeo y el Consejo, o cualquiera de estas dos instituciones en uso de sus facultades legislativas especiales, autorizaran en un acto legislativo a la Comisión para que ésta pueda modificar o completar determinados elementos no esenciales de dicho acto legislativo, ésta podrá dictar, a tal efecto, alguno de los siguientes actos no legislativos, en el uso de su facultad delegada:
- Reglamentos delegados,
- Directivas delegadas,
- Decisiones delegadas.

No obstante la afirmación del TFUE, la naturaleza no legislativa de estos actos puede, dado el origen de la autorización, dado el contenido normativo, materialmente legal o legislativo, que mediante este procedimiento el legislador natural permite a un órgano ejecutivo modificar, por lo tanto ser puesto en entredicho. Parecería más bien apuntar a un contenido, el de estos actos delegados, si bien no formalmente sí materialmente legislativo (completan o modifican textos legales, que en principio solo la ley podría completar o modificar), aunque con un recorrido y un ámbito sujeto a muchos condicionamientos, e intensamente limitado, que afecta por tanto a cuestiones de la ley originaria que deberían ser menores.
Solo la Comisión, previa delegación habilitante de un acto legislativo, puede adoptar actos delegados. Queda excluido de esta potestad el Consejo.

##### Actos de ejecución
Se trata de un tipo de normas de naturaleza no legislativa que un acto legislativo podrá autorizar a dictar, cuando las circunstancias aconsejen una aplicación uniforme de dicho acto en toda la Unión. Consisten claramente en una manifestación del poder reglamentario que acompaña al poder legislativo de la Unión. Solo la Comisión, y en contadas y justificadas ocasiones el Consejo, podrán hacer uso autorizado de esta facultad, que recae claramente sobre el ámbito de la función ejecutiva de la Unión. Podrán para ello hacer uso del más conveniente de estos tres instrumentos normativos:
- Reglamentos de ejecución,
- Directivas de ejecución,
- Decisiones de ejecución.

El acto legislativo que habilite el ejercicio de esta facultad deberá contemplar también los medios oportunos de control que el legislador (el Parlamento Europeo y el Consejo, o uno solo de ellos en los procedimientos especiales) se reserve para supervisar su adecuado uso, y la proporcionalidad y legalidad del mismo.

### Articulación institucional
En una equivalencia laxa, dado que no se corresponde estrictamente ni en todas las ocasiones, siendo además que varía sensiblemente en función de la materia legislada, debemos distinguir el ejercicio de la potestad ejecutiva como lo hacen los Tratados, esto es, de acuerdo con la concreta aplicación que para cada caso estipulan del principio de atribución de competencias. Este principio, que es aplicable para determinar a quién corresponde, en este caso, la facultad de ejecutar una concreta medida o norma jurídica, es de naturaleza estrictamente política y, derivadamente, jurídica; esto significa que su concreta articulación depende casi exclusivamente del derecho originario (los Tratados) y es una opción política particular, que se articula en ese mandato. El principio de atribución de competencias es aplicable tanto a la distinción entre las instituciones comunitarias entre sí, como a la que opone los poderes de la Unión a los de sus Estados. A ambos respectos el Tratado de la Unión Europea dispone lo siguiente:

Cada institución actuará dentro de los límites de las atribuciones que le confieren los Tratados, con arreglo a los procedimientos, condiciones y fines establecidos en los mismos. [artículo 13.2 TUE]

En virtud del principio de atribución, la Unión actúa dentro de los límites de las competencias que le atribuyen los Estados miembros en los Tratados para lograr los objetivos que estos determinan. Toda competencia no atribuida a la Unión en los Tratados corresponde a los Estados miembros. [artículo 5.2 TUE]

Sin embargo, la imbricación de este principio en el expreso ámbito de la ejecución o aplicación del derecho de la Unión está contenido con rotundidad en el artículo 291 del Tratado de Funcionamiento de la Unión, que por su expresividad reproducimos a continuación:

1. Los Estados miembros adoptarán todas las medidas de Derecho interno necesarias para la ejecución de los actos jurídicamente vinculantes de la Unión.
2. Cuando se requieran condiciones uniformes de ejecución de los actos jurídicamente vinculantes de la Unión, estos conferirán competencias de ejecución a la Comisión o, en casos específicos debidamente justificados y en los previstos en los artículos 24 y 26 del Tratado de la Unión Europea, al Consejo.
3. A efectos del apartado 2, el Parlamento Europeo y el Consejo establecerán previamente, mediante reglamentos adoptados con arreglo al procedimiento legislativo ordinario, las normas y principios generales relativos a las modalidades de control, por parte de los Estados miembros, del ejercicio de las competencias de ejecución por la Comisión.
4. En el título de los actos de ejecución figurará la expresión «de ejecución».

#### División horizontal: coherencia y continuidad
Dada la compleja articulación política del modelo comunitario, inspirado por métodos supranacionales, la facultad de hacer cumplir las leyes no reside en una sola institución ni en un solo nivel de gobierno; al contrario, es este un poder fraccionado horizontal y verticalmente. La división horizontal opera a nivel europeo mediante la separación institucional de las potestades ejecutivas entre la Comisión, a la que los Tratados reconocen la función ejecutiva como propia, y el Consejo, que conserva funciones de coordinación de las políticas en algunos ámbitos que de hecho se traducen en una auténtica capacidad ejecutiva, que desde Lisboa ya no le está expresamente encomendada. Asimismo, la completa ejecución de las políticas monetaria y cambiaria, aun cuando pudieran derivar de actos legislativos, le está incondicionalmente reservada al Banco Central Europeo.
Sin embargo, y a tenor del artículo 13.1 del Tratado de la Unión, es finalidad principio motor del marco institucional único comunitario "garantizar la coherencia, eficacia y continuidad de sus políticas y acciones". Es esta regla la que, combinada con los principios de atribución de competencias y cooperación leal, suaviza y modula esta división horizontal para que no transgreda los límites de lo querido y desemboque en un sistema de separación rígida de poderes, inclinándose más bien la balanza por un sistema de coordinación de poderes.

#### División vertical: subsidiariedad
Asimismo se halla dividido el ejercicio de la potestad de hacer ejecutar el derecho europeo en un plano vertical. Si la facultad de supervisión y control del cumplimiento del derecho comunitario es competencia irrenunciable de la Comisión (sin perjuicio de los procedimientos u órganos nacionales que puedan existir, y que serán complementarios pero no sustitutivos), no ocurre lo mismo con la aplicación de la misma propiamente dicha. Aquí opera con fuerza el principio de subsidiariedad, que introduce el juego de las administraciones nacionales, entendiendo por tales las de los Estados miembros, pero también las regionales y locales de cada uno de ellos, conforme a sus sistemas constitucionales propios. Este principio constitucional viene recogido por el artículo 5.3 del Tratado de la Unión, en los siguientes términos: 

En virtud del principio de subsidiariedad, en los ámbitos que no sean de su competencia exclusiva, la Unión intervendrá sólo en caso de que, y en la medida en que, los objetivos de la acción pretendida no puedan ser alcanzados de manera suficiente por los Estados miembros, ni a nivel central ni a nivel regional y local, sino que puedan alcanzarse mejor, debido a la dimensión o a los efectos de la acción pretendida, a escala de la Unión.

Así, el papel de las administraciones nacionales y territoriales, incluidos sus parlamentos como principales responsables de la transposición normativa y como garantes del respeto al principio de subsidiariedad, pesará con toda su consistencia en la aplicación de las directivas, que para su completa eficacia necesitan del mecanismo de la transposición, que ordinariamente corresponderá a los parlamentos nacionales (o territoriales, en su caso). Sin embargo, es previsible que la activación de estos mecanismos internos resulte de menor relevancia a la hora de aplicar un reglamento o una decisión, que revisten eficacia directa.

#### Principio de cooperación leal
Debido a la compleja articulación de la potestad de ejecutar las leyes comunitarias que acabamos de exponer, el ejercicio de la misma viene guiado por uno de los principios constitucionales más relevantes en el ámbito interinstitucional e interadministrativo de la Unión Europea: el principio de cooperación leal. Este principio, inspirado en el que contiene la Ley Fundamental de Bonn y que se conoce en derecho alemán como de lealtad federal, viene enunciado por el Tratado de la Unión en sus artículos 4.3, referido a las relaciones entre la Unión y sus Estados miembros, y 13.2 en el ámbito de las relaciones interinstitucionales de la Unión. En el primero de los casos el artículo 4.3 TUE desarrolla su contenido de manera concisa y clara; dice así:

3. Conforme al principio de cooperación leal, la Unión y los Estados miembros se respetarán y asistirán mutuamente en el cumplimiento de las misiones derivadas de los Tratados.
Los Estados miembros adoptarán todas las medidas generales o particulares apropiadas para asegurar el cumplimiento de las obligaciones derivadas de los Tratados o resultantes de los actos de las instituciones de la Unión.
Los Estados miembros ayudarán a la Unión en el cumplimiento de su misión y se abstendrán de toda medida que pueda poner en peligro la consecución de los objetivos de la Unión.

## Aplicación judicial

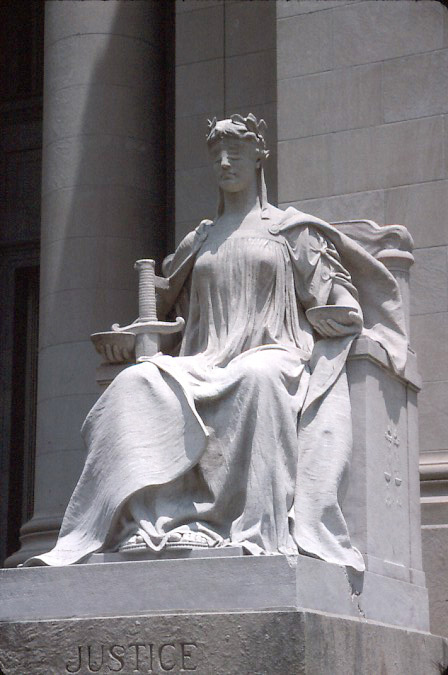
Iustitia, símbolo del poder judicial.

### Efectos de las normas

#### Eficacia directa
Se denomina eficacia directa o aplicabilidad directa a la aplicación inmediata y autónoma de algunas de las normas o actos jurídicos de la Unión, particularmente en el caso de los Reglamentos y de las Decisiones adoptadas por las instituciones comunitarias, ya tengan la consideración de actos legislativos, delegados o ejecutivos. La eficacia directa implica que el acto en cuestión vincula a las autoridades comunitarias y -lo que en la práctica resulta más relevante- a las autoridades nacionales de los Estados miembros con fuerza obligatoria propia (esto es, su fuerza normativa deriva de sí y por sí), inmediata (no necesita acto ninguno de trasposición al derecho nacional, pues se incorpora a este de manera automática desde su publicación en el DOUE), autónoma (no puede ser alterada si no es por los procedimientos previstos en los Tratados de la Unión Europea, y únicamente por esta vía) y en primacía (como todas las normas de derecho comunitario, prima sobre el derecho de los Estados miembros, y se sitúan por encima de sus leyes nacionales, en el ámbito de sus competencias). 
Hay que subrayar, no obstante lo antedicho, que la jurisprudencia del Tribunal de Justicia reconoce en determinadas ocasiones la cualidad de desplegar efecto directo a preceptos legales concretos incluidos en una Directiva. Así, esto ocurre cuando un Estado incumple o realiza deficientemente la obligada trasposición de una directiva europea. En este caso, podrá invocarse la aplicación directa de aquellos preceptos contenidos en la directiva que, por su claridad y concisión, sean susceptibles de interpretación indubitada. La Sentencia "Ursula Becker" de 1982 lo expone con lúcida y audaz precisión:

[...] "cuando las disposiciones de una Directiva son, desde el punto de vista de su contenido, incondicionales y precisas, tales disposiciones pueden ser invocadas por los particulares afectados a falta de medios de ejecución de la mencionada Directiva que debían haber sido adoptadas por el Estado destinatario de la Directiva en un plazo determinado."

#### Efecto indirecto
Como es sabido, no todas las normas comunitarias despliegan eficacia directa por sí solas, lo cual no obsta en absoluto a su obligatoriedad ni a su primacía sobre cualesquiera normas jurídicas o administrativas de derecho nacional. Este es el caso de las directivas, cuya eficacia es indirecta, pues se trata de normas "marco", que establece los objetivos que deben alcanzar los Estados de la Unión en plazo determinado (bajo amenaza de sanción por incumplimiento), pero les concede a estos absoluta libertad para elegir los medios legales y políticos que, conforme a sus ordenamientos nacionales, aquellos consideren más oportunos a tal fin.
Así, en estos casos, la norma de derecho comunitario despliega, indudablemente, sus efectos jurídicos vinculantes sobre los ciudadanos y demás particulares o autoridades del territorio de la Unión, pero lo hace indirectamente, pues no los obliga directamente a estos a acatarla, sino a los Estados miembros a incorporarla, por los medios más apropiados, a su propio ordenamiento interno. Esta inserción inter-ordinamental, obligatoria para los Estados, es el mecanismo conocido como de trasposición de una norma comunitaria. Estas normas son, por sus características intrínsecas, necesariamente las Directivas. 
Solo en determinados casos (incumplimiento o trasposición deficiente) y concurriendo determinadas circunstancias (en la Directiva: incondicionalidad y precisión) pueden estas normas desplegar, en último término, un cierto efecto directo.

### Órganos judiciales de aplicación
La responsabilidad de aplicar íntegramente el derecho de la Unión, tanto originario como derivado, y de garantizar su efectividad por la vía judicial reside en los siguientes órganos jurisdiccionales, sucesivamente:
- en los tribunales nacionales, de jurisdicción interna de los Estados miembros, cuya organización y estructura propias determinará el reparto de los asuntos enjuiciados de acuerdo con sus competencias y con las normas comunitarias a aplicar (así, orden civil, orden penal, orden social, etc.);
- en el Tribunal de Justicia de la Unión Europea (TJUE), que la ejerce a través de sus órganos judiciales internos, esto es:
  - el Tribunal de Justicia (TJ),
  - el Tribunal General (TG),
  - los Tribunales especializados.

Cuando los órganos judiciales nacionales aplican en sus resoluciones el derecho de la Unión, están aplicando también su propio derecho interno, puesto que el ordenamiento comunitario se integra como tal en el nacional de sus Estados miembros, del que forma parte desde que estos se adhieren a la Unión Europea y adoptan sus tratados. Sin embargo, y por esto mismo, deben hacerlo de acuerdo con la doctrina jurisprudencial asentada por el Tribunal de Justicia de la UE, cuya interpretación del derecho europeo prima sobre la de los tribunales nacionales, del mismo modo que el derecho comunitario prima sobre los derechos internos nacionales en los ámbitos de su competencia. 
Así, el papel que el TJUE y sus órganos jurisdiccionales desempeñan consiste fundamentalmente en:
- establecer una interpretación del derecho comunitario que garantice su uniformidad, inapelable y vinculante para todos los poderes que ejerzan o apliquen el derecho de la Unión Europea, tanto a nivel europeo como nacional (estatal, regional o local);
- conocer, con única o doble instancia comunitaria, de los litigios planteados en derecho comunitario ante los tribunales, una vez agotadas las vías judiciales internas de los Estados miembros;
- resolver, con carácter exclusivo y en vía judicial, los conflictos y litigios interinstitucionales, transnacionales o sobre cuestiones constitucionales de derecho comunitario.